# Kiran Desai
Kiran Desai (Índia, 3 de Setembro de 1971) é uma escritora indiana, Residente Permanente dos Estados Unidos da América, cujo livro The Inheritance of Loss (A Herança do Vazio, em Portugal) venceu o Man Booker Prize em 2006.
Filha da novelista Anita Desai, a sua educação dividiu-se entre a Índia, Reino Unido e Estados Unidos da América, onde estudou na Universidade de Columbia. Tornou-se, em 2006, a mulher mais jovem a vencer o Man Booker Prize.

## Prémios
- Prémio Man Booker (2006)
- Prémio Betty Trask.
- Prémio National Book Critics Circle